# Korabniki (Skawina)
Korabniki – część miasta i osiedle nr 5 w Skawinie, w powiecie krakowskim, w województwie małopolskim.

## Historia
Dawna wieś położona na wschód od miasta. Była to niegdyś wieś służebna dworu krakowskiego. Pozostałością tamtych czasów jest renesansowy dwór, zbudowany w latach 1540–1580 przez Pawła Korytkę.
W latach 1954–1960 siedziba gromady Korabniki.

## Zabytki
Obiekty wpisane do rejestru zabytków nieruchomych województwa małopolskiego
- zespół dworski;
  - dwór;
  - park – a w nim ponad 600-letni dąb nazywany „Dębem Wyspiańskiego”. Jak głosi tradycja, autor „Wesela” siadywał pod nim podczas swoich wizyt w dworze w latach 1886–1889[5];
  - spichrz;
  - stodoła, 2 poł. XIX;
  - stajnie, 2 poł. XIX;
  - młyn, XIX/XX.

Dzielnica podzielona jest na:
- Dolne Korabniki
- Górne Korabniki

W Korabnikach znajduje się jednostka ochotniczej straży pożarnej (OSP Skawina 2), szkoła podstawowa nr 4 oraz nowy cmentarz komunalny.
Komunikacja
Korabniki obsługiwane są przez MPK oraz prywatnych przewoźników.